# Béla Las-Torres
Béla Las-Torres (né le 20 avril 1890 à Budapest et mort le 12 octobre 1915 à Herceg Novi) est un nageur hongrois. Il a participé aux Jeux olympiques de Londres en 1908 et aux Jeux olympiques de Stockholm en 1912 et a été médaillé d'argent à Londres avec le relais 4 × 200 mètres nage libre (800 mètres par équipe).

## Biographie
Béla Vilmos Ákos Las-Torres appartient à une famille noble espagnole ayant quitté les Pays-Bas espagnols après la guerre de Succession d'Espagne pour s'installer dans l'empire d'Autriche.
Béla Las-Torres remporte 18 titres nationaux et établit le 5 juin 1912 un record du monde de natation messieurs du 400 mètres nage libre avec un temps de 5 min 28 s 4.
Au 400 mètres nage libre aux Jeux olympiques de 1908, après avoir réalisé 5 min 52 s 2 en séries, il est éliminé en demi-finale. Il déclare forfait au 1 500 mètres nage libre. Il participe au relais 4 × 200 mètres nage libre qui se hisse sur la deuxième marche du podium,.
Au 400 mètres nage libre masculin aux Jeux olympiques de 1912, il termine à la 5e place en finale avec un temps de 5 min 42 s. Dans la finale du 1 500 mètres nage libre masculin aux Jeux olympiques de 1912, il abandonne aux 500 mètres après avoir réalisé 23 min 9 s 8 en demi-finale. Le relais 4 × 200 mètres nage libre, pourtant qualifié, ne participe pas à la finale,.
Engagé dans l'Aviation des troupes impériales et royales austro-hongroises, il meurt d'une appendicite le 12 octobre 1915.